# Extraliga hokejbalu 2023/2024
CROSSDOCK Extraliga hokejbalu 2023/2024 byl 34. ročník nejvyšší hokejbalové soutěže v České republice. Účastnilo se jí 12 týmů. Základní část začala 2. září 2023 a skončila 14. dubna 2024. Prvních 8 týmů tabulky následně postoupilo do čtvrtfinále play-off. Poslední tým tabulky sestoupil do 1. ligy. Play-off začalo 20. dubna a skončilo 8. června. 
Mistrem České republiky se stal po sedmé v řádě HC Kert Park Praha. Vicemistrem se stal tým HBC Hostivař.

## Rozmístění klubů
Dohromady se zúčastnilo 12 týmů z celé České republiky.
- Středočeský kraj
  - HBC Kladno
- Hlavní Město Praha
  - HBC Hostivař
  - HC Kert Park Praha
- Ústecký kraj
  - Elba DDM Ústí nad Labem
- Plzeňský kraj
  - HBC Plzeň
  - TJ Snack Dobřany
- Jihočeský kraj
  - HBC Prachatice
- Královéhradecký kraj
  - HBC Hradec Králové 1988
- Pardubický kraj
  - HBC Pardubice
  - HBC Svítkov Stars Pardubice
  - SK Hokejbal Letohrad
- Moravskoslezský kraj
  - HbK Karviná

## Pravidla soutěže
CROSSDOCK Extraligu hokejbalu hrálo tento rok 12 týmů. Základní část se hrála od září do dubna. Týmy se utkaly každý s každým dvakrát. Dohromady měl každý tým na konci základní části 22 odehraných zápasů. Týmy, které skončily na 1. až 8. místě, postoupily do čtvrtfinále play-off. Týmům, co se umístily na 9. až 12. místě, skončila sezóna po základní části. Poslední, tedy 12. tým soutěže přímo sestoupil do 1. ligy. Příští ročník ho nahradí vítěz play-off 1. ligy. Play-out se tento ročník nehrálo.
V play-off začalo ve čtvrtfinále. kde proti sobě nastoupily týmy z 1.-8., 2.-7., 3.-6., a 4.-5. příčky. Aby tým postoupil do semifinále, musel v sérii vyhrát 3 zápasy. Maximální počet zápasů v sérii bylo 5 zápasů. Týmy, co vyhrály 3 zápasy ve čtvrtfinále, postoupily do semifinále. V semifinále se utkaly 4 týmy. Dvojice se určily tak, aby tým, který byl v základní části pořadově nejlepší a který postoupil, hrál s týmem, který byl v základní části pořadově nejhorší a postoupil. Stejně jako ve čtvrtfinále potřeboval tým pro to, aby se kvalifikoval do finále, vyhrát v sérii 3 zápasy. Maximální počet zápasů, který se v sérii mohl hrát, bylo 5. Do finále postoupily 2 týmy, které vyhrály semifinálovou sérii. Stejně jako předtím se hrálo na 3 vítězné zápasy v sérii, s maximálním počtem zápasů v sérii 5. Tým, který dokázal vyhrát 3 zápasy, se stal mistrem České republiky. Tým, který prohrál sérii, se stal vicemistrem. 3. místo bylo udělemu tomu semifinalistovi, který se v základní části umístil na lepší příčce než druhý poražený semifinalista.

## Základní část
| Poř. | Tým                         | Z  | V  | VP | PP | P  | VG  | OG  | B  |
| ---- | --------------------------- | -- | -- | -- | -- | -- | --- | --- | -- |
| 1.   | HBC Hostivař                | 22 | 19 | 0  | 0  | 3  | 109 | 51  | 57 |
| 2.   | Elba DDM Ústí nad Labem     | 22 | 17 | 1  | 0  | 4  | 85  | 43  | 53 |
| 3.   | HC Kert Park Praha          | 22 | 17 | 1  | 0  | 4  | 105 | 46  | 53 |
| 4.   | HBC Kladno                  | 22 | 13 | 0  | 1  | 8  | 71  | 50  | 40 |
| 5.   | HBC Svítkov Stars Pardubice | 22 | 11 | 2  | 0  | 9  | 74  | 64  | 37 |
| 6.   | SK Hokejbal Letohrad        | 22 | 11 | 1  | 2  | 8  | 73  | 62  | 37 |
| 7.   | HBC Pardubice               | 22 | 9  | 2  | 0  | 11 | 85  | 72  | 31 |
| 8.   | HbK Karviná                 | 22 | 7  | 1  | 1  | 13 | 60  | 81  | 24 |
| 9.   | HBC Plzeň                   | 22 | 4  | 1  | 4  | 13 | 48  | 80  | 18 |
| 10.  | TJ Snack Dobřany            | 22 | 4  | 1  | 3  | 14 | 44  | 79  | 17 |
| 11.  | HBC Hradec Králové 1988     | 22 | 5  | 1  | 0  | 16 | 46  | 84  | 17 |
| 12.  | HBC Prachatice              | 22 | 2  | 1  | 1  | 18 | 42  | 130 | 9  |

Legenda: Z = Odehrané zápasy; V = Výhry; VP = Výhry v prodloužení; PP = Prohry v prodloužení; P = Prohry; VG = Vstřelené góly; OG = Obdržené góly; B = Body
|  | Postup do play-off |
|  | Sestup do 1. ligy  |

### Nejproduktivnější hráči základní části
| Poř. | Hráč             | Klub                    | Počet utkání | Branky | Asistence | Body |
| ---- | ---------------- | ----------------------- | ------------ | ------ | --------- | ---- |
| 1.   | Jan Čejka        | HBC Hostivař            | 20           | 23     | 20        | 43   |
| 2.   | Martin Stupka    | Elba DDM Ústí nad Labem | 21           | 18     | 17        | 35   |
| 3.   | David Halbrštát  | SK Hokejbal Letohrad    | 22           | 10     | 25        | 35   |
| 4.   | Martin Pala      | HbK Karviná             | 18           | 8      | 26        | 34   |
| 5.   | Jan Bílý         | HBC Pardubice           | 16           | 16     | 16        | 32   |
| 6.   | Dalimil Zvonek   | HC Kert Park Praha      | 16           | 20     | 11        | 31   |
| 7.   | Michal Macháček  | SK Hokejbal Letohrad    | 18           | 17     | 13        | 30   |
| 8.   | Lumír Rosůlek    | HbK Karviná             | 20           | 15     | 15        | 30   |
| 9.   | Samuel Kucharčík | HBC Hostivař            | 17           | 13     | 15        | 28   |
| 10.  | Radomír Vaněk    | HC Kert Park Praha      | 22           | 11     | 17        | 28   |

### Nejlepší brankáři základní části
| Poř. | Hráč            | Klub                        | Počet minut | Branky | Nuly | Úspěšnost |
| ---- | --------------- | --------------------------- | ----------- | ------ | ---- | --------- |
| 1.   | Tomáš Rechtorik | Elba DDM Ústí nad Labem     | 704         | 24     | 5    | 94,04     |
| 2.   | Lukáš Novotný   | HBC Svítkov Stars Pardubice | 643         | 32     | 4    | 92,52     |
| 3.   | Michal Novák    | SK Hokejbal Letohrad        | 504         | 26     | 3    | 91,48     |
| 4.   | Václav Štoural  | HBC Hostivař                | 716         | 39     | 2    | 91,22     |
| 5.   | Jakub Toth      | HC Kert Park Praha          | 460         | 23     | 1    | 91,02     |

## Play-Off
|  | Čtvrtfinále                 | Čtvrtfinále                 |                    |   | Semifinále | Semifinále |  |  | Finále | Finále |
|  | 1. Čtvrtfinále              |                             |                    |   |            |            |  |  |        |        |
|  |                             |                             |                    |   |            |            |  |  |        |        |
|  | HBC Hostivař                | 3                           |                    |   |            |            |  |  |        |        |
|  | HBC Hostivař                | 3                           | 1. Semifinále      |   |            |            |  |  |        |        |
|  | HbK Karviná                 | 1                           |                    |   |            |            |  |  |        |        |
|  | HbK Karviná                 | 1                           | HBC Hostivař       | 3 |            |            |  |  |        |        |
|  | 2. Čtvrtfinále              |                             | HBC Hostivař       | 3 |            |            |  |  |        |        |
|  |                             | HBC Pardubice               | 0                  |   |            |            |  |  |        |        |
|  | Elba DDM Ústí nad Labem     | HBC Pardubice               | 0                  | 0 |            |            |  |  |        |        |
|  | Elba DDM Ústí nad Labem     |                             | Finále             | 0 |            |            |  |  |        |        |
|  | HBC Pardubice               | 3                           |                    |   |            |            |  |  |        |        |
|  | HBC Pardubice               | 3                           | HBC Hostivař       | 2 |            |            |  |  |        |        |
|  | 3. Čtvrtfinále              |                             | HBC Hostivař       | 2 |            |            |  |  |        |        |
|  |                             | HC Kert Park Praha          | 3                  |   |            |            |  |  |        |        |
|  | HC Kert Park Praha          | HC Kert Park Praha          | 3                  | 3 |            |            |  |  |        |        |
|  | HC Kert Park Praha          | 2. Semifinále               |                    | 3 |            |            |  |  |        |        |
|  | SK Hokejbal Letohrad        | 0                           |                    |   |            |            |  |  |        |        |
|  | SK Hokejbal Letohrad        | 0                           | HC Kert Park Praha | 3 |            |            |  |  |        |        |
|  | 4. Čtvrtfinále              |                             | HC Kert Park Praha | 3 |            |            |  |  |        |        |
|  |                             | HBC Svítkov Stars Pardubice | 2                  |   |            |            |  |  |        |        |
|  | HBC Kladno                  | HBC Svítkov Stars Pardubice | 2                  | 0 |            |            |  |  |        |        |
|  | HBC Kladno                  |                             |                    | 0 |            |            |  |  |        |        |
|  | HBC Svítkov Stars Pardubice | 3                           |                    |   |            |            |  |  |        |        |
|  | HBC Svítkov Stars Pardubice | 3                           |                    |   |            |            |  |  |        |        |

### Čtvrtfinále

#### HBC Hostivař - HbK Karviná 3:1
| Zápas | Datum | Domácí       | Hosté        | Skóre | Třetiny     |
| ----- | ----- | ------------ | ------------ | ----- | ----------- |
| 1.    | 20.4. | HBC Hostivař | HbK Karviná  | 8:3   | 4:2 2:0 2:1 |
| 2.    | 21.4. | HBC Hostivař | HbK Karviná  | 4:5   | 2:1 0:2 2:2 |
| 3.    | 27.4. | HbK Karviná  | HBC Hostivař | 2:3   | 1:1 0:0 1:2 |
| 4.    | 28.4. | HbK Karviná  | HBC Hostivař | 3:4   | 0:3 2:0 1:1 |

#### Elba DDM Ústí nad Labem - HBC Pardubice 0:3
| Zápas | Datum | Domácí                  | Hosté                   | Skóre | Třetiny           |
| ----- | ----- | ----------------------- | ----------------------- | ----- | ----------------- |
| 1.    | 20.4. | Elba DDM Ústí nad labem | HBC Pardubice           | 3:4ss | 1:3 1:0 1:0 - 0:0 |
| 2.    | 21.4. | Elba DDM Ústí nad labem | HBC Pardubice           | 1:4   | 0:1 0:1 1:2       |
| 3.    | 27.4. | HBC Pardubice           | Elba DDM Ústí nad labem | 2:3   | 1:0 1:0 1:2       |

#### HC Kert Park Praha - SK Hokejbal Letohrad 3:0
| Zápas | Datum | Domácí               | Hosté                | Skóre | Třetiny     |
| ----- | ----- | -------------------- | -------------------- | ----- | ----------- |
| 1.    | 20.4. | HC Kert Park Praha   | SK Hokejbal Letohrad | 8:3   | 2:0 5:2 1:1 |
| 2.    | 21.4. | HC Kert Park Praha   | SK Hokejbal Letohrad | 5:3   | 2:0 1:1 2:2 |
| 3.    | 27.4. | SK Hokejbal Letohrad | HC Kert Park Praha   | 3:4   | 0:2 0:0 3:2 |

#### HBC Kladno - HBC Svítkov Stars Pardubice 0:3
| Zápas | Datum | Domácí                      | Hosté                       | Skóre | Třetiny           |
| ----- | ----- | --------------------------- | --------------------------- | ----- | ----------------- |
| 1.    | 20.4. | HBC Kladno                  | HBC Svítkov Stars Pardubice | 3:6   | 1:1 1:3 1:2       |
| 2.    | 21.4. | HBC Kladno                  | HBC Svítkov Stars Pardubice | 4:5pp | 1:1 3:1 0:2 - 0:1 |
| 3.    | 27.4. | HBC Svítkov Stars Pardubice | HBC Kladno                  | 3:2ss | 1:1 0:0 1:1 - 0:0 |

### Semifinále

#### HBC Hostivař - HBC Pardubice 3:0
| Zápas | Datum | Domácí        | Hosté         | Skóre | Třetiny           |
| ----- | ----- | ------------- | ------------- | ----- | ----------------- |
| 1.    | 4.5.  | HBC Hostivař  | HBC Pardubice | 4:1   | 0:0 1:1 3:0       |
| 2.    | 5.5.  | HBC Hostivař  | HBC Pardubice | 6:0   | 2:0 1:0 3:0       |
| 3.    | 11.5. | HBC Pardubice | HBC Hostivař  | 2:3pp | 0:1 1:0 1:1 - 0:1 |

#### HC Kert Park Praha - HBC Svítkov Stars Pardubice 3:2
| Zápas | Datum | Domácí                      | Hosté                       | Skóre | Třetiny           |
| ----- | ----- | --------------------------- | --------------------------- | ----- | ----------------- |
| 1.    | 4.5.  | HC Kert Park Praha          | HBC Svítkov Stars Pardubice | 2:6   | 0:1 1:2 1:3       |
| 2.    | 5.5.  | HC Kert Park Praha          | HBC Svítkov Stars Pardubice | 5:3   | 3:0 1:0 1:3       |
| 3.    | 11.5. | HBC Svítkov Stars Pardubice | HC Kert Park Praha          | 4:5ss | 1:3 0:1 3:0 - 0:0 |
| 4.    | 12.5. | HBC Svítkov Stars Pardubice | HC Kert Park Praha          | 5:4   | 1:1 1:2 3:1       |
| 5.    | 18.5. | HC Kert Park Praha          | HBC Svítkov Stars Pardubice | 4:3pp | 2:0 0:2 1:1 - 1:0 |

### Finále

#### HBC Hostivař - HC Kert Park Praha 2:3
| Zápas | Datum | Domácí             | Hosté              | Skóre | Třetiny     |
| ----- | ----- | ------------------ | ------------------ | ----- | ----------- |
| 1.    | 4.5.  | HBC Hostivař       | HC Kert Park Praha | 3:4   | 1:1 1:1 1:2 |
| 2.    | 5.5.  | HBC Hostivař       | HC Kert Park Praha | 4:2   | 1:2 0:0 3:0 |
| 3.    | 11.5. | HC Kert Park Praha | HBC Hostivař       | 4:3   | 1:1 2:1 1:1 |
| 4.    | 12.5. | HC Kert Park Praha | HBC Hostivař       | 1:8   | 1:1 0:1 0:6 |
| 5.    | 18.5. | HBC Hostivař       | HC Kert Park Praha | 3:4   |             |

### Nejproduktivnější hráči Play-Off
| Poř. | Hráč             | Klub                        | Počet utkání | Branky | Asistence | Body |
| ---- | ---------------- | --------------------------- | ------------ | ------ | --------- | ---- |
| 1.   | Jan Čejka        | HBC Hostivař                | 12           | 12     | 19        | 31   |
| 2.   | Samuel Kucharčík | HBC Hostivař                | 12           | 9      | 16        | 25   |
| 3.   | Dalimil Zvonek   | HC Kert Park Praha          | 13           | 9      | 11        | 20   |
| 4.   | Vojtěch Jágr     | HC Kert Park Praha          | 13           | 9      | 10        | 19   |
| 5.   | Martin Kruček    | HC Kert Park Praha          | 13           | 5      | 14        | 19   |
| 6.   | Ondřej Matýs     | HBC Svítkov Stars Pardubice | 8            | 3      | 13        | 16   |

### Nejlepší brankáři Play-Off
| Poř. | Hráč          | Klub                        | Počet minut | Branky | Zápasy | Úspěšnost |
| ---- | ------------- | --------------------------- | ----------- | ------ | ------ | --------- |
| 1.   | Pavel Foršt   | HBC Pardubice               | 275         | 17     | 6      | 91,19     |
| 2.   | Lukáš Novotný | HBC Svítkov Stars Pardubice | 380         | 28     | 8      | 89,78     |
| 3.   | Jakub Toth    | HC Kert Park Praha          | 266         | 22     | 8      | 89,11     |
| 4.   | Petr Brykner  | HBC Hostivař                | 345         | 21     | 8      | 88,07     |

### Soupisky týmů na stupni vítězů
| Umístění | Mužstvo                     | Hráči |
| -------- | --------------------------- | --- |
| Zlato    | HC Kert Park Praha          | Brankáři: Návara Jiří, Toth Jakub Obránci: Hrdlička Pavel, Kovárník Jakub, Laurinc Jakub, Macek Filip, Novák Patrik, Šperl David, Vrabec František Útočníci: Fejfar Tomáš, Jágr Vojtěch (C), Javůrek Michal, Jelen Milan, Kruček Jiří, Kruček Martin, Lhota Lukáš, Majzlík Marek, Pavlík Jan, Plzák Lukáš (A), Suchánek Lukáš, Vaněk Radomír, Zvonek Dalimil (A) Trenéři: Kuna David, Dohnal Tomáš    |
| Stříbro  | HBC Hostivař                | Brankáři: Brykner Petr, Štoural Václav Obránci: Čapek Dalibor, Číž Patrik, Hrabár Jiří, Ilušák Dominik, Kočka Jan, Kudela Tomáš (A), Průcha Michal, Vaniš Daniel Útočníci: Čejka Jan, Diviš Jan, Dostál Ondřej, Ferfeckl Štěpán, Hroch Marek, Kucharčík Samuel, Lehner Petr, Pátek Jaroslav, Taufer Matěj, Urbanec Otto (A), Vaniš Jiří (C) Trenéři: Krtička Jan, Ruda Tomáš                          |
| Bronz    | HBC Svítkov Stars Pardubice | Brankáři: Novotný Lukáš, Šťovíček Jiří Obránci: Bureš Tomáš (C), Fenderlik Vítek, Hrabica Jan, Hrubý Michal, Hudec Tomáš, Kaščák Sebastián, Kaštánek Vít, Korbel Martin (A), Korec Adam Útočníci: Bláha Matyáš (A), Kábrt Matěj, Kantor Tadeáš, Kohoutek Lukáš, Král Jakub, Malý Matyáš, Matýs Ondřej, Šimůnek Josef, Stromko Jan, Vizváry Richard, Waber Ondřej Trenéři: Kopečný Petr, Pelcman Tomáš |